# Ulica Władysława Orkana w Częstochowie
Ulica Władysława Orkana – jedna z ważniejszych ulic na Wrzosowiaku w Częstochowie, rozciąga się pomiędzy Wzgórzem Błeszno a ul. Jagiellońską. Na odcinku od al. 11 Listopada do ul. Jagiellońskiej środkiem ulicy biegnie wydzielone torowisko tramwajowe.

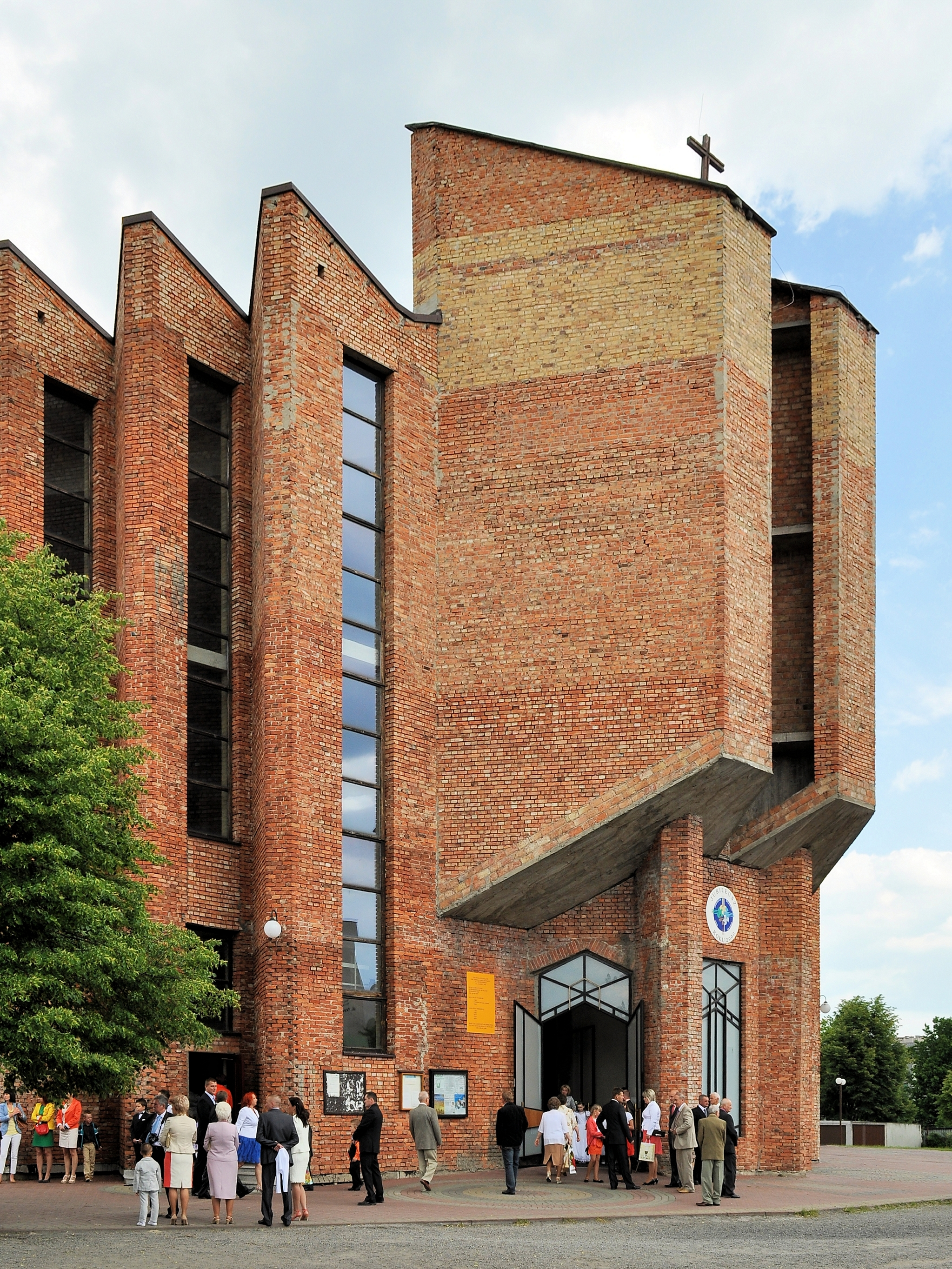
Kościół św. Urszuli Ledóchowskiej w Częstochowie przy ul. Władysława Orkana 60/62
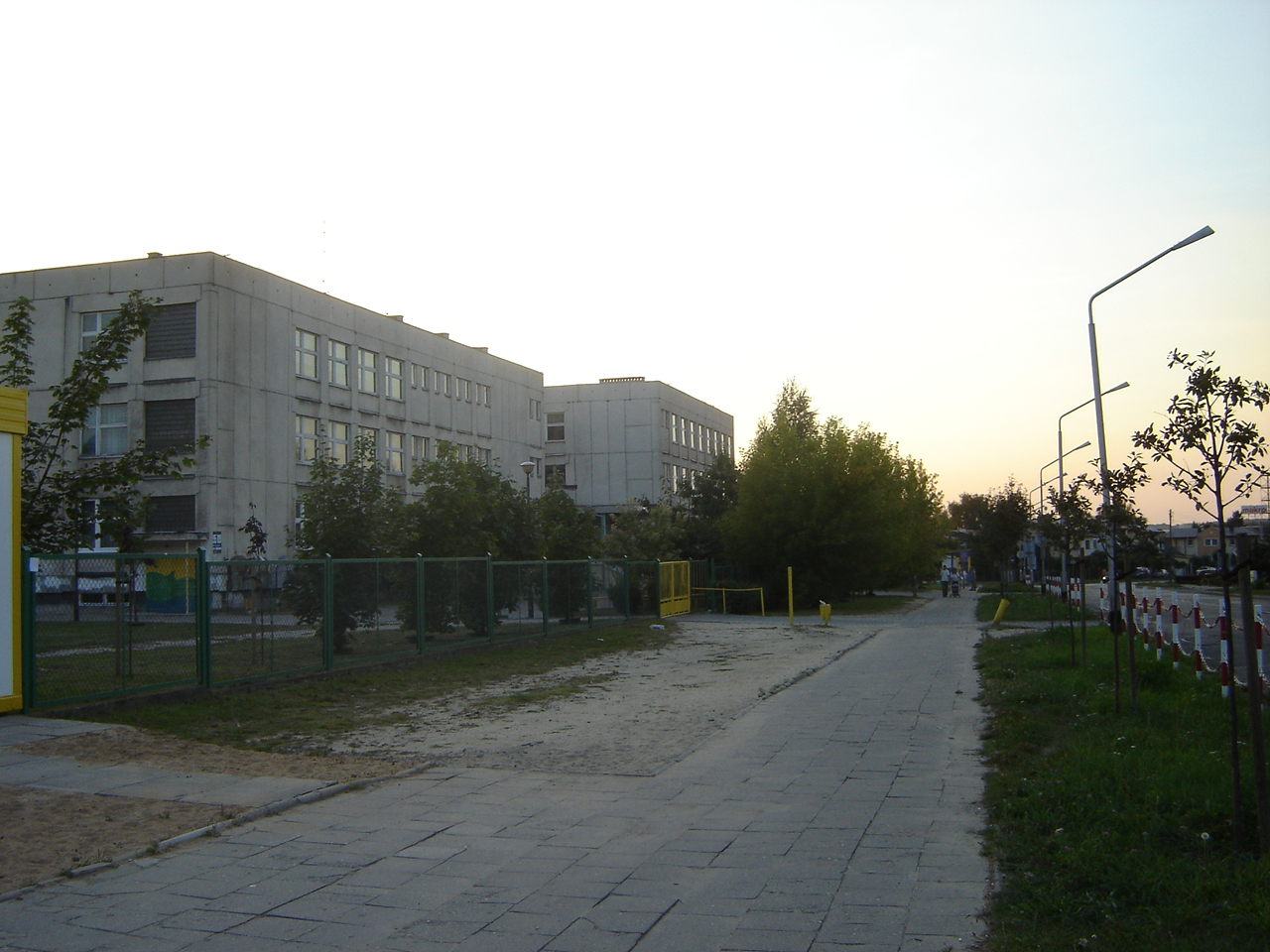
Szkoła podstawowa nr 53 i Gimnazjum nr 18 przy ul. Władysława Orkana 95/109